# The Jakarta Post
O The Jakarta Post é um jornal diário em língua inglesa que circula pela Indonésia. Com cerca de 50.000 cópias vendidas, é o jornal na língua inglesa mais popular na Indonésia. O escritório oficial do jornal fica em Jakarta. A sua primeira edição saiu em 25 de Abril de 1983.